# IC 3063
IC 3063 ist eine Spiralgalaxie vom Hubble-Typ Sa mit aktivem Galaxienkern im Sternbild Jungfrau an der Ekliptik. Sie ist schätzungsweise 103 Millionen Lichtjahre von der Milchstraße entfernt.
Das Objekt wurde am 7. Mai 1904 von Royal Harwood Frost entdeckt.